# دیرک شوشتر
دیرک شوشتر (به آلمانی: Dirk Schuster) بازیکن فوتبال و مدافع اهل آلمان شرقی بود که از سال ۱۹۹۰ میلادی عضو تیم ملی فوتبال آلمان شرقی بوده‌است. وی در ۴ بازی ملی حضور داشته و در بازی‌های ملی‌اش گلی به ثمر نرساند. دیرک شوشتر آخرین بازی ملی خود را در سال ۱۹۹۰ میلادی انجام داد.